# Indumentaria tracia
La indumentaria tracia se refiere a los tipos de ropa usados principalmente por los tracios y dacios, pero también por algunos griegos. Sus mejores descripciones literales las dan Heródoto y Jenofonte en su Anábasis. Sus representaciones se encuentran en una gran cantidad de jarrones griegos y también hay algunas representaciones persas. En contraste con las formas y patrones, existe muy poca evidencia sobre los colores utilizados. 

## Historia y tipos
Los tracios utilizaban una túnica, una capa llamada zeira (griego antiguo: ζείρα), una gorra llamada alopekis (griego antiguo: Αλωπεκίς) hecha del cuero cabelludo de un zorro con las orejas visibles y otros estilos de gorro frigio y botas de piel de becerro, llamado embades (griego antiguo: Εμβάδες). Su indumentaria a veces estaba decorada con patrones intrincados. Si bien la ropa estampada no era exclusiva de los tracios, la zeira, las embades y los alopekis probablemente se originaron en ellos.[cita requerida] La ropa estaba hecha de cáñamo, lino o lana. Los dacios y getas usaban pantalones llamados bracae (griego antiguo: "ἀναξυρίδες" o "θύλακοι"). Estos pantalones holgados fueron descritos en la obra de Eurípides como "bolsos abigarrados" (griego antiguo: "τοὺς θυλάκους τοὺς ποικίλους") y pueden haber parecido muy ridículos a los griegos, aunque Ovidio menciona que los adoptaron los descendientes de algunos colonos griegos en el Euxine. Estos pantalones eran comunes en muchas naciones.

### Era clásica

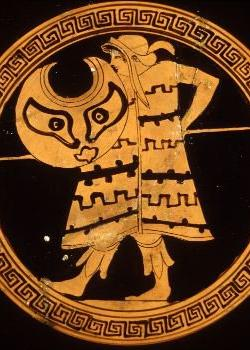
Peltasta tracio en un kylix vistiendo ropa estampada.

En el norte, sólo los nobles tracios, los "Zibythides" y los nobles dacios, los "Pileati", usaban gorras. A pesar de esto, Heródoto escribió que todos los tracios del ejército aqueménida llevaban gorros de piel de zorro y mantos multicolores. Las tribus del norte en general, tanto tracios como daco-getianos, vestían ropas similares a las de los escitas.

### Era helenística
Los tracios de Pidna en 168 a. C. vestían túnicas negras. El causia (griego antiguo: Καυσία) fue adoptado de los macedonios. Aunque muchas tribus tracias comenzaron a incorporar atuendos griegos a su moda, todavía conservaban en gran medida sus propios estilos de ropa.